# 야세르 하메드
야세르 모하메드 압둘라만 하메드(아랍어: ياسر محمد عبدالرحمن حامد, 스페인어: Yaser Mohammed Abdulrahman Hamed, 1997년 12월 9일 ~ )는 센터백으로 활약하는 팔레스타인의 프로 축구 선수이다. 스페인에서 태어난 그는 팔레스타인 국가대표팀에서 뛰고 있다.

## 구단 경력
팔레스타인인 아버지와 바스크인 어머니 사이에서 태어난 다섯 아들 중 둘째이자 10살 때 입단하여 15살에 떠난 유명한 아틀레틱 빌바오 아카데미의 산물인 하메드는 스페인 축구 3, 4부 리그에서 다양한 바스크 팀에서 활약하고 있으며, CD 산투르치, SD 레이오아, 클럽 포르투갈테 등에서 활약하고 있다. 2018-19년 시즌 리그 우승을 차지했지만 플레이오프에서 승격을 달성하지 못했고, 이듬해 시즌에도 포르투갈 구단에 합류해 승격과 함께 2연패를 달성했지만 하메드는 시즌이 끝난 후 클럽을 떠났다.
2022년 1월, 그는 이집트 프리미어리그 팀인 알마스리와 2년 6개월 계약으로 이적했다. 2월 20일, 그는 2-0으로 승리한 TP 마젬베와의 경기에서 첫 골을 넣었다.

## 국가대표팀 경력
하메드는 2019년 7월, 팔레스타인 국가대표팀으로부터 처음 연락을 받았고, 2019년 WAFF 챔피언십 팔예멘과의 경기에서 1-0으로 승리하며 데뷔 전을 치렀다. 하메드는 이 경기에서 유일한 골을 넣었다. 그는 대회 매 순간마다 경기에 출전하여 팔레스타인이 팔이라크에 이어 WAFF 챔피언십에서 2승 1무 1패의 성적을 거두는 데 일조했다. 하메드는 두 달 후 팔싱가포르와의 2022년 FIFA 월드컵 예선 전에서 두 번째 대표팀 골을 넣었다.
2024년 1월 1일, 그는 카타르에서 열리는 2023년 AFC 아시안컵의 팔레스타인 국가대표팀 명단에 이름을 올렸다.